# Nils-Gustaf Renman
Nils-Gustaf Renman (ur. 18 grudnia 1950) – szwedzki szachista, mistrz międzynarodowy od 1980 roku.

## Kariera szachowa
Na przełomie lat 70. i 80. XX wieku należał do ścisłej czołówki szwedzkich szachistów. Dwukrotnie (1978 – wspólnie z Harrym Schüsslerem i 1980) zdobył tytuły indywidualnego mistrza Szwecji. Poza tym w turniejach o mistrzostwo kraju zdobył medal srebrny (1984) oraz brązowy (1985). W 1980 r. reprezentował narodowe barwy na szachowej olimpiadzie w Valletcie oraz na drużynowych mistrzostwach Europy w Skarze.
Odniósł kilka sukcesów w turniejach międzynarodowych, m.in. dz. I m. w Albenie (1978), I m. w Eksjö (1980, turniej B), I m. w Reggio Emilia (1980/81) oraz dz. I m. w Oslo (1985, wspólnie z Jonathanem Tisdallem i Terje Wibe'em).
Najwyższy ranking w karierze osiągnął 1 lipca 1986 r., notowany był wówczas z wynikiem 2460 punktów. Od 1990 r. w turniejach klasyfikowanych przez Międzynarodową Federację Szachową startuje bardzo rzadko.